# Alfred Didier
Alfred Didier, né le 19 octobre 1840 à Paris et mort le 18 octobre 1892 à Fondettes, est un peintre français.

## Biographie
Alfred Didier est le fils de Pierre Paul Didier, libraire, et de Marie Françoise Élisabeth Bignet.
Élève de Félix-Joseph Barrias, il expose au Salon de 1864 à 1890.
Son frère Jules Didier, remporte le Prix de Rome du paysage historique en 1857.
Il se retire célibataire au château du Grand Martigny. Il succombe à son domicile d'une maladie d'estomac à l'âge de 51 ans.

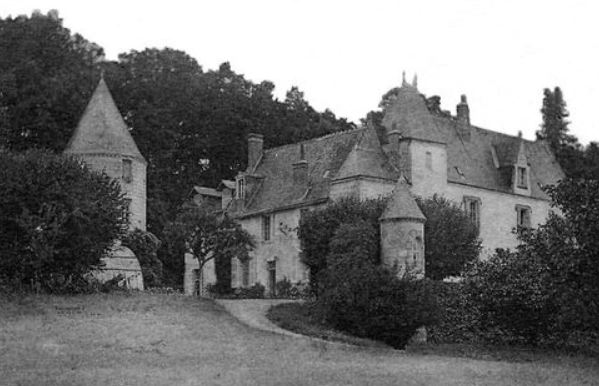
Le château du « Grand Martigny », demeure du peintre Alfred Didier.